# Sphaerius humicola
Sphaerius humicola är en skalbaggsart som först beskrevs av Ivan Löbl 1995.  Sphaerius humicola ingår i släktet Sphaerius och familjen strandsandbaggar. Inga underarter finns listade i Catalogue of Life.